# 21 Lutetia
21 Lutetia är en asteroid. Den upptäcktes av astronomen Hermann Mayer Salomon Goldschmidt den 15 november, 1852 från balkongen till sin lägenhet i Paris. Den har fått sitt namn av det latinska namnet på den franska huvudstaden Paris.

## Måne?
Baserat på observationer av V. Busarev, V. Prokofeva, och V. Bochkov 2007 finns det misstankar om att Lutetia har en måne.

## Fysiska egenskaper
Lutetia har förbryllat forskare ett tag. För att vara en asteroid av spektralklass M så visar den inte mycket spår av metall på ytan. Istället indikerar analyser att den har en icke-metallisk yta liknande den för asteroider av spektraltyp C som innehåller karbonater.
Ljuskurveanalyser indikerar två möjliga alternativ till vartåt Lutetias pol är riktad: (β, λ) = (3°, 40°) eller (β, λ) = (3°, 220°) i ekliptiska koordinater. Det ger att axeln lutar 85° eller 89°.
Ockultationer har observerats två gånger ifrån Malta (1997) och ifrån Australien (2003). Observationerna bekräftade resultat från IRAS.

## Rosetta
Den 10 juli 2010 passerade ESA:s rymdsond Rosetta 21 Lutetia på ett avstånd av bara 320 mil vid en hastighet av 15 km/s på sin väg mot kometen 67P/Churyumov-Gerasimenko. Intresset var stort då det blev den första närkontakten med en M-typ asteroid. Rosetta tog cirka 400 bilder av 21 Lutetia.